# Michał Głogowski (zm. 1777)
Michał Głogowski herbu Grzymała (zm. w 1777 roku) – cześnik bełski w latach 1766-1777, łowczy horodelski w latach 1761-1766.
Poseł na sejm nadzwyczajny  1761 roku z województwa bełskiego.